# Vosgos (departamento)
Vosgos (en francés: Vosges) (88) es un departamento francés ubicado en el noreste del país. Recibe su nombre de la cadena montañosa de los Vosgos. Sus habitantes reciben, en francés, el nombre de vosgiens.

## Historia
Los Vosgos fueron uno de los 83 departamentos creados el 4 de marzo de 1790, en aplicación de la ley del 22 de diciembre de 1789, por la cual se establecían las fronteras de los 83 primitivos departamentos. Abarca parte de los antiguos territorios de la provincia de Lorena y algunas ciudades de alrededor, aunque —tras la guerra franco-prusiana— perdió algunas ciudades, como Schirmeck, que pasaron a formar parte de la Alsacia-Lorena alemana y que, al ser recuperados esos territorios por Francia en 1919, se integraron en el departamento de Bajo Rin.

## Geografía
El departamento de los Vosgos limita al norte con el departamento de Meurthe y Mosela; al noroeste, con el de Mosa; al noreste, con el Bajo Rin; al sur, con el Alto Saona y el Territorio de Belfort; al sureste, con el Alto Rin y al sudoeste, con el Alto Marne.
En su interior, se halla la cordillera de los Vosgos.

## Demografía
| 1801    | 1831    | 1841    | 1851    | 1856    | 1861    | 1866    |
| ------- | ------- | ------- | ------- | ------- | ------- | ------- |
| 308.920 | 334.169 | 419.992 | 427.409 | 405.708 | 415.585 | 418.998 |
| 1872    | 1876    | 1881    | 1886    | 1891    | 1896    | 1901    |
| 392.987 | 407.082 | 406.862 | 413.707 | 410.196 | 421.412 | 421.104 |
| 1906    | 1911    | 1921    | 1926    | 1931    | 1936    | 1946    |
| 429.812 | 433.914 | 383.684 | 382.100 | 377.980 | 376.926 | 342.315 |
| 1954    | 1962    | 1968    | 1975    | 1982    | 1990    | 1999    |
| 372.523 | 380.676 | 388.201 | 397.957 | 395.769 | 386.258 | 380.952 |

Nota a la tabla:
- El 18 de mayo de 1871, el cantón de Schirmeck y la mitad del cantón de Saales pasaron al Imperio alemán como parte de Alsacia-Lorena. Al recuperarse esta provincia por Francia estos territorios quedaron adscritos al Bajo Rin.

Las mayores ciudades son (datos del censo de 1999):
- Épinal: 35.794 habitantes, 62.504 en la aglomeración.
- Sant-Dié-des-Vosges: 22.569 habitantes, 29.443 en la aglomeración.
- Remiremont: 8.538 habitantes, 22.601 en la aglomeración.